# 미래디자인융합센터

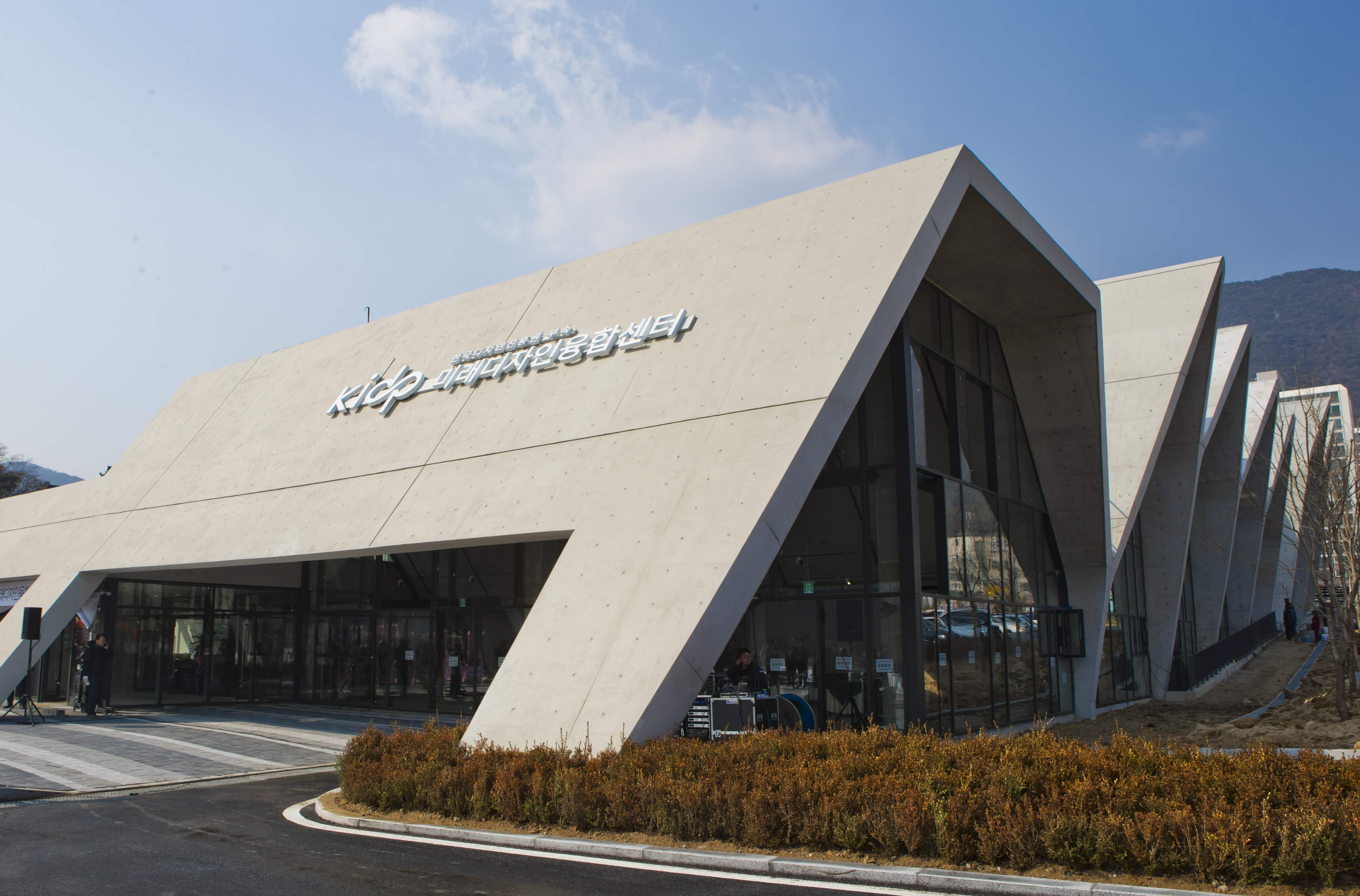
미래디자인융합센터 (경남 양산시 물금읍 부산대학로 16)

미래디자인융합센터는 한국디자인진흥원의 부속기관으로 2015년 경남 양산시 물금읍 부산대학로 16에 설립되었다. 상대적으로 소외된 지역 디자인산업의 발전을 견인하고 디자인관련 연구실 및 연구 인력을 제대로 갖추지 못해 체계적인 디자인 연구 개발에 어려움을 겪는 중소기업을 지원한다. 제품 개발 과정에서 고가의 장비를 갖추지 못해 중소기업이 수행하기 힘든 디자인 연구는 물론, 다른 분야와의 다학제적 융합을 위한 네트워크 구축, 디자인 개발이 성과로 이어지도록 돕는 디자인 경영 노하우 전수 등 기업 혁신을 위한 전반적인 연구 지원 기능이 그 핵심 내용이다. 또한 국내외 우수 대학, 기관 등과 협업하여 양질의 디자인 연구 개발 및 지식 기반을 구축하고, 연구 결과의 사업화 연계는 물론 축적된 정보의 공유와 제공한다.
미래디자인융합센터 건축물은 디자인 창고라는 콘셉트에서 출발했는데 앤디 워홀, 비틀스, 스티브 잡스 등이 젊은 시절 혁신적인 메시지를 전달하기 위해 머물렀던 헛간, 창고, 차고 등 공간이 비정상적이지만 창의적 사고를 불러일으키는 영감의 원천이라는 철학이 밑바탕이 됐다.

## 역사
- 2015년 2월 10일 2012년부터 국비 180억 원 등 총 280억 원의 사업비를 들여 1만여m2 부지에 지하 1층 지상 2층 등 연면적 6311m2 규모로 건립한 미래디자인융합센터가 개관했다.[4]
- 2016년 개최한 첫 전시인 《디자인, 우리 삶을 변화시키다》가 개최되어 일반인에게 전시실을 개방했다. 가구와 가방, 문구, 주방용품 등 생활산업 분야의 7대 품목을 비롯해 지역 우수 기업의 제품이 선보였다.[5]
- 2018년 서비스디자인 방법론을 활용하여 범어초등학교(양산) 인근 안전마을만들기 사업을 추진하여 보행자 안전 및 범죄예방 시설물 설치 등의 환경개선으로 92%의 주민 만족도를 이끌어냈다.[2][6]
- 2019년 7월 일본디자인진흥원(JDP) 등과 함께 개관 이후 첫 국제행사인 ‘서비스디자인 학술대회 (ISIDC, International Service Innovation Design Conference)’를 개최하였다.[2][7]

## 층별 시설 안내
| B1 | 전시장 : 가변형으로 활용되며 분기별 기획 전시가 개최된다.                                                 |
| B1 | 컨벤션홀 : 시민 대상 교육 프로그램 행사가 개최된다.                                                       |
| B1 | 네트워킹카페                                                                                              |
| F1 | VR품평실 : 시제품에 대한 가상시뮬레이션 품평회가 이루어진다.                                              |
| F1 | 융합아이데이션룸 : 아이디어 공유 및 토론을 위한 공간이다.                                                 |
| F1 | 오픈라이브러리 : 디자인관련 서적 및 문헌정보 자료를 열람할 수 있다.                                       |
| F1 | 사용자테스트룸 : 디자인 중이거나 완료된 제품 출시 후 시장의 평가를 받기 전에 미리 사용성 평가를 진행한다. |
| F1 | 디자인교육실 : 디자인교육 및 실습 공간으로 각 기관과 초등학교에서 디자인 교육 개최 시 활용한다.           |
| F1 | 숙박시설                                                                                                  |
| F2 | 워크숍룸 : 중소기업 및 학교 등 프로젝트 추진을 위한 장단기 워크숍 공간으로 활용한.다.                     |
| F2 | 로비 |
| F2 | 대회의실/소회의실 : 중소기업 및 학교 등 회의, 세미나 개최에 활용한다.                                     |